# Nocomis micropogon
Nocomis micropogon är en fiskart som först beskrevs av Cope, 1865.  Nocomis micropogon ingår i släktet Nocomis och familjen karpfiskar. Inga underarter finns listade i Catalogue of Life.